# Charles Dabbas
Charles Dabbas (arab. شارل دباس, ur. 1885, zm. 1935) – grecko-prawosławny polityk libański, pierwszy prezydent Libanu w latach 1926–1934, premier w latach 1932–1934, przewodniczący Zgromadzenia Narodowego w 1934 roku.